# 薩哈林哈士奇
薩哈林哈士奇（英語：Sakhalin Husky），又稱庫頁犬或樺太犬（日语：／ Karafuto-ken）是原產自俄羅斯庫頁島（薩哈林島）和千島群島的狗種，是當地住民用於雪橇犬及獵犬的犬種。1910－1912年，以日本人白瀨矗為隊長的南極探檢隊、戰後的南極地域觀測隊第一次越冬隊所採用的雪橇犬品種而有名，也是因太郎與次郎而有名的狗種。

## 特徴
- 體型：大型犬
- 體長：55～66cm
- 體重：40～60kg
- 性格：溫和、忍耐力強、勇敢、忠實。
- 毛質：硬、濃密、長。
- 毛色：黑、赤、灰色等。

類似秋田犬立耳、捲尾。肩幅寬、耐寒、粗食、對飼主忠實。

## 外部連結
- 薩哈林哈士奇的图片（英文）
- (video). YouTube.   [17 March 2013] （英语）.Template:Dead Youtube links
- 稚內市役所　南極觀測樺太犬